# Wilfried Peters
Wilfried Peters (* 1963 in Bad Bevensen) ist ein deutscher Jurist und ehemaliger Richter am Verwaltungsgericht Berlin. Er ist seit Juli 2025 Leiter des Verfassungsschutzes Brandenburg.

## Leben
Peters studierte von 1984 bis 1989 Rechtswissenschaft und Geschichte an der Christian-Albrechts-Universität zu Kiel und der Georg-August-Universität Göttingen. Anschließend war er wissenschaftlicher Mitarbeiter an der Gottfried Wilhelm Leibniz Universität Hannover, wo er 1993 auch zum Doktor der Rechte mit der Dissertation „Späte Reichspublizistik und Frühkonstitutionalismus. Zur Kontinuität von Verfassungssystemen an nord- und mitteldeutschen Konstitutionalismusbeispielen“ promoviert wurde. Sein Rechtsreferendariat absolvierte er im Bezirk des Oberlandesgerichts Celle. Nach dem Referendariat begann er 1995 eine berufliche Tätigkeit als Rechtsanwalt in einer Sozietät mit Schwerpunkt im Öffentlichen Recht.
1999 wurde Peters Richter am Verwaltungsgericht Potsdam. Von 2001 bis 2003 war er Referent beim brandenburgischen Ministerium der Justiz und bei der Verwaltung des Landtags Brandenburg. Anschließend wurde er an das Oberverwaltungsgericht Frankfurt (Oder) abgeordnet und dort 2005 zum Richter am Oberverwaltungsgericht ernannt. Im gleichen Jahr erfolgte seine Ernennung zum Richter am Oberverwaltungsgericht Berlin-Brandenburg. Von 2010 bis 2025 war er Vizepräsident des Verwaltungsgerichts Berlin.
Seit dem 14. Juli 2025 ist Peters Leiter der Abteilung 5 des Ministerium des Innern und für Kommunales des Landes Brandenburg und damit Chef des Verfassungsschutzes Brandenburg.

## Werke (Auswahl)
- gemeinsam mit Alexander Kukk und Klaus Ritgen: Der Beweis im Verwaltungsrecht. C. H. Beck, München 2019, ISBN 978-3-406-72849-5.
- gemeinsam mit Norbert Janz: Handbuch Versammlungsrecht. C. H. Beck, München 2021, ISBN 978-3-406-77035-7.